# 헤스턴 블루먼솔

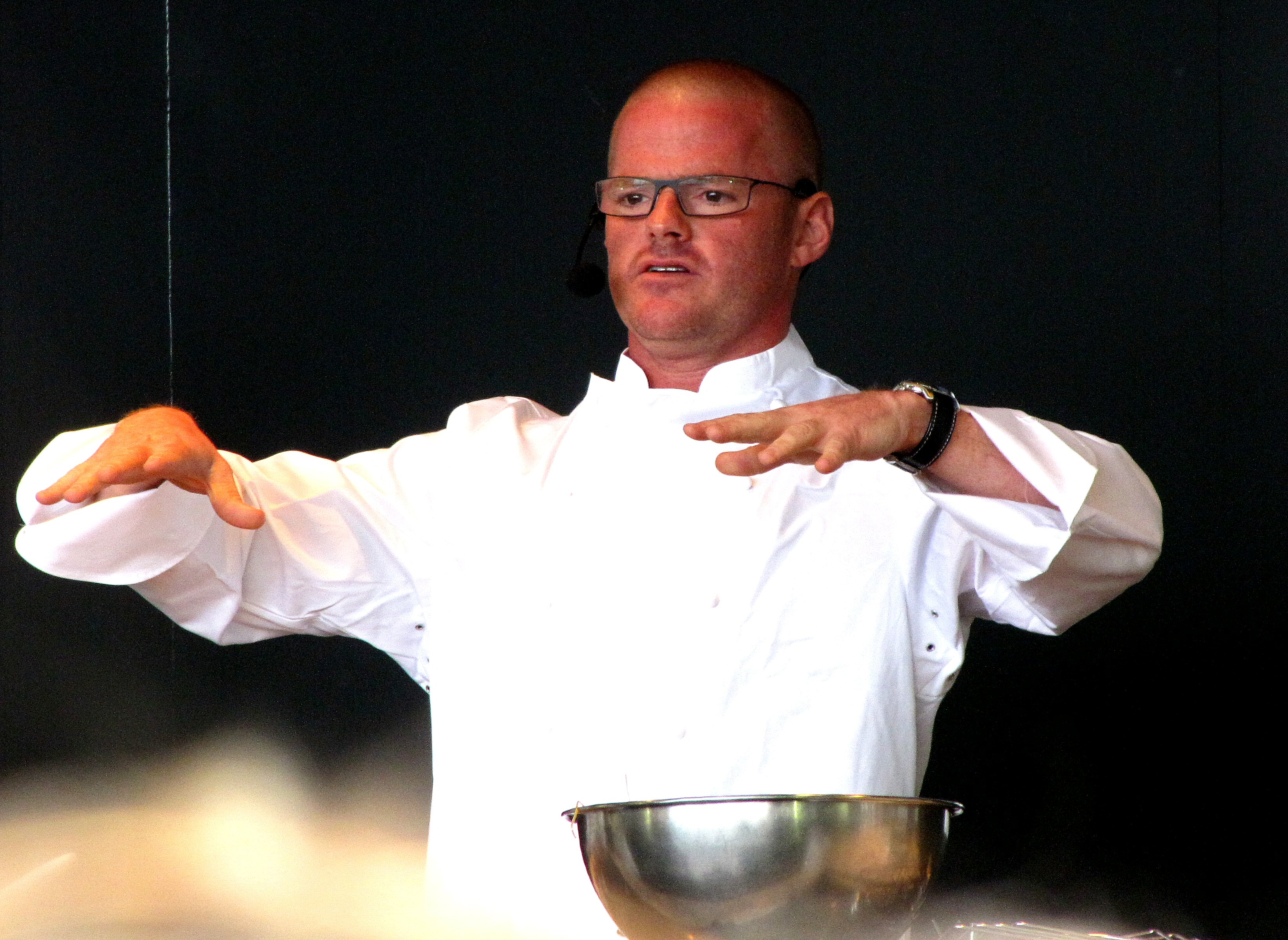
헤스턴 블루먼솔 (2010년)

헤스턴 블루먼솔(영어: Heston Marc Blumenthal, OBE, 1966년 5월 27일 ~ )은 잉글랜드의 요리사이다.
미슐랭 가이드에서 별 3개로 평가된 식당 더 팻 덕(The Fat Duck)을 운영하고 있다.

## 서훈
- 2006년 대영 제국 훈장 4등급(OBE) 수훈[1]